# Agra cruciaria
Agra cruciaria – gatunek chrząszcza z rodziny biegaczowatych i podrodziny Lebiinae. Jest drapieżnikiem zamieszkującym piętro koron drzew lasó deszczowych. Występuje endemicznie w Brazylii.

## Taksonomia
Gatunek ten został opisany po raz pierwszy w 2010 roku przez Terry'ego L. Erwina na podstawie dwóch okazów samców. Holotyp odłowiony został w maju 1958 roku w Corcovado, w brazylijskim stanie Rio de Janeiro. Epitet gatunkowy oznacza po łacinie ukrzyżowany i odnosi się do krzyża w miejscu typowym, którego silne oświetlenie wabi na śmierć w męczarniach miliony owadów każdej nocy.
Wraz z pokrewnymi A. grace, A. max, A. minasianus, A. notpusilla, A. perforata, A. pseudopusilla oraz A. pusilla tworzy w obrębie rodzaju grupę gatunków pusilla.

## Morfologia
Chrząszcz o ciele długości od 6,4 do 7,7 mm i szerokości od 1,74 do 1,8 mm. Głowa jest czarna z metalicznym, na tyle miedzianym połyskiem. Umiarkowanie wydłużona warga górna ma wierzchołkową krawędź ściętą z ledwo widocznie wykrojonym środkiem. Punktowanie policzków i potylicy jest przeciętnie gęste i grube, miejscami oszczecone. Środek czoła jest wyniesiony i gładki, zaś boki wklęsłe i pomarszczone. Czułki są czarniawoniebieskie z ceglastymi trzonkami. Przedplecze jest gęsto punktowane, metalicznie, miejscami miedziano połyskujące, pośrodku nieco rozszerzone. Pokrywy są matowe, w barwie przydymionego błękitu. Ich kształt jest wyraźnie wypukły z nieco żebrowatymi międzyrzędami, sitkowatymi punktami w pojedynczych, a miejscami podwójnych rzędach na międzynerwiach oraz z niesymetrycznymi ząbkami u wierzchołków. Szczecinki na zapiersiu są rzadko rozmieszczone. Odnóża są czarniawoniebieskie z większą częścią ud ceglastą. Genitalia samca cechują się małymi, szeroko zaokrąglonymi paramerami, z których lewa jest dwukrotnie większa od prawej. Prącie jest smukłe z ostium ciągnącymi się przez prawie połowę długości i płatkowatą wypustką na odsiebnym wierzchołku.

## Ekologia i występowanie
Chrząszcze te są arborikolami, zasiedlającymi piętro koron drzew w równikowych lasach deszczowych, gdzie polują na drobne stawonogi. Owady dorosłe są długoskrzydłe, zdolne do lotu. Bywają wabione przez sztuczne źródła światła. Obserwowane były w porze deszczowej. Larwy przechodzą rozwój pod korą drzew, ale zdarza im się opuszczać kryjówki.
Owad neotropikalny, zamieszkujący średnie wysokości w obszarze Mata Atlântica. Gatunek endemiczny dla Brazylii, znany tylko ze stanów Rio de Janeiro i Minas Gerais.